# Gian-Piero Ringel
Gian-Piero Ringel (* 1976 in Göppingen) ist ein deutscher Filmproduzent. Für den Dokumentarfilm Pina war er für einen Oscar und BAFTA nominiert und erhielt 2011 den Deutschen und den Europäischen Filmpreis.

## Leben
Ringel studierte Filmproduktion an der Deutschen Film- und Fernsehakademie Berlin (dffb) unter der Leitung von Reinhard Hauff. 2006 gründete er mit Wim Wenders die Produktionsfirma Neue Road Movies GmbH. 2011 folgte die Gründung der Ringel Film GmbH, die Ringel seit 2016 als alleiniger Inhaber und Geschäftsführer führt.
Er produzierte unter anderem den 3D-Dokumentarfilm Pina über die Choreografin Pina Bausch sowie Every Thing Will Be Fine mit James Franco, Charlotte Gainsbourg und Rachel McAdams. Zudem war er Koproduzent von Only Lovers Left Alive von Jim Jarmusch. Ringel produzierte und koproduzierte Filme von Regisseurinnen und Regisseuren wie Wim Wenders, Angela Schanelec, Sven Bohse, Michael Glawogger, Robert Redford, Jim Jarmusch, Karim Aïnouz, Michael Madsen, Margreth Olin, Erik Skjoldbjærg, Bobbie Peers und Emily Atef.
Seine erste Produktion Das Maß der Dinge von Sven Bohse war für den Student Academy Award nominiert. 2010 lief Orly von Angela Schanelec auf der Berlinale. Pina wurde 2012 für einen Oscar und einen BAFTA nominiert und erhielt 2011 den Deutschen sowie den Europäischen Filmpreis. Der Film entstand in Koproduktion mit Claudie Ossard (Eurowide Film, Paris).
Ringel ist Mitglied der Deutschen, Britischen und Europäischen Filmakademie und war 2019 bis 2021 im Vorstand des PROG Producers of Germany e.V., ehemals Produzentenverband. Dort betreute er unter anderem Innovationsinitiativen. Er ist außerdem Mitgründer des FilmTech Office, einem Co-Working Space für Kreative und Unternehmer:innen in den Bereichen Film, Storytelling und Technologie.

## Filmografie (Auswahl)
- 2004: Das Maß der Dinge
- 2007: Nachmittag
- 2008: Palermo Shooting
- 2010: Orly
- 2011: Pina
- 2011: Unfair World (Koproduzent)
- 2013: Lupu (Koproduzent)
- 2013: Only Lovers Left Alive (Koproduzent)
- 2014: Kathedralen der Kultur
- 2015: Dirk Ohm: The Disappearing Illusionist (Koproduzent)
- 2015: Every Thing Will Be Fine
- 2016: Die schönen Tage von Aranjuez (Koproduzent)
- 2016: Pyromaniac (Koproduzent)

## Auszeichnungen
- 2006: Student Academy Awards – Nominierung für Das Maß der Dinge
- 2010: Filmkunstpreis, Festival des deutschen Films für Orly
- 2011: Deutscher Filmpreis für Pina als Bester Dokumentarfilm
- 2011: Europäischer Filmpreis für Pina als Bester Dokumentarfilm
- 2012: Oscars – Nominierung für Pina in der Kategorie Bester Dokumentarfilm
- 2012: BAFTA – Nominierung für Pina in der Kategorie Bester nicht-englischsprachiger Film